# Brand von Izmir

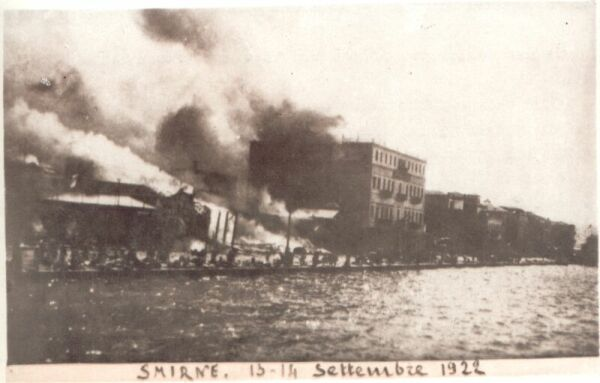
Foto des Großbrands von Izmir, 13.–14. September 1922

Der Brand von Izmir, von Griechen Katastrophe von Smyrna genannt (auf griechisch Καταστροφή της Σμύρνης, türkisch 1922 İzmir Yangını), war ein Feuer, das am Ende des Griechisch-Türkischen Krieges im September 1922 die armenischen und griechischen Viertel der Hafenstadt Izmir zerstörte. Durch dieses Ereignis verlor die Jahrtausende alte Stadt ihr unter der osmanischen Herrschaft gewonnenes multikulturell und kosmopolitisch geprägtes Bild.

## Hintergrund
Izmir hatte während der osmanischen Zeit einen großen wirtschaftlichen Aufschwung als Handelshafen genommen, der aus dem gesamten Mittelmeerraum Zuzügler anlockte. Zunächst siedelten sich in größerer Zahl aus Spanien vertriebene Juden an, später noch mehr Griechen und Kaufleute aus dem katholischen Westeuropa, deren heimisch gewordene Nachfahren als Levantiner bezeichnet wurden. Im 19. Jahrhundert kam es dann noch zu einer größeren Ansiedlung von Armeniern in der Stadt. Weil somit diese nichtmuslimischen Gruppen einen jedenfalls beträchtlichen Anteil der Stadtbevölkerung, wenn nicht deren Mehrheit ausmachten und das Stadtbild prägten, wurde die Stadt von Moslems gelegentlich Gavur İzmir (ungläubiges Izmir) genannt.
Das Verhältnis von christlicher und muslimischer Bevölkerung ist umstritten, da nach unterschiedlichen Quellen entweder die Griechen oder die Türken die Mehrheit in der Stadt stellten. Nach Katherine Elizabeth Fleming betrug das Verhältnis der Bevölkerungsgruppen mit einer griechischen Bevölkerung von ca. 150.000 Personen eins zu eins.
Nach dem Ersten Weltkrieg wurde in Izmir und Umgebung eine griechische Besatzungszone eingerichtet. Im Griechisch-Türkischen Krieg, der mit zunehmender Erbitterung und Grausamkeit auf beiden Seiten geführt wurde, bildete Izmir die Basis für die militärischen Unternehmungen der griechischen Truppen in Anatolien. Am 30. August 1922 brach der Widerstand der griechischen Truppen in der Schlacht bei Dumlupınar (in der Nähe der Stadt Afyonkarahisar) zusammen und die griechischen Truppen zogen sich in wilder Flucht und unter Verfolgung einer Politik der verbrannten Erde über Izmir nach Griechenland zurück.

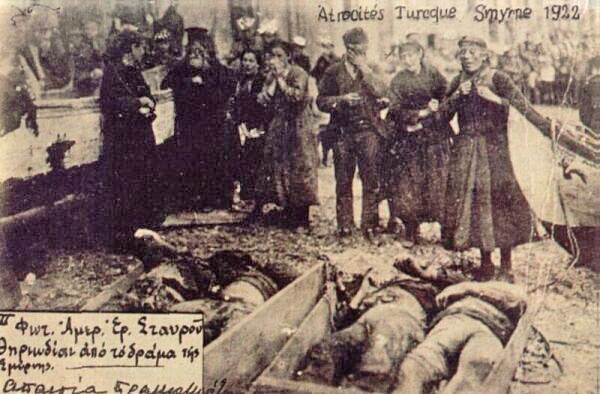
Griechische Flüchtlinge beim Trauern um die Opfer

## Ablauf
Am 9. September 1922 erreichten die türkischen Truppen die vom griechischen Militär und Teilen der christlichen Zivilbevölkerung bereits geräumte Stadt. Trotz verhängten Kriegsrechts plünderte die türkische Bevölkerung Smyrnas armenische und griechische Geschäfte. Zumeist türkische Irreguläre und Zivilisten massakrierten christliche Armenier und Griechen. Mit den Massakern an christlichen Zivilisten rächten sich die Türken für vorangegangene Gräueltaten der griechischen Invasionsarmee und christlichen Bevölkerung und die nahezu totale Brandschatzung der westkleinasiatischen Gebiete durch die flüchtende griechische Armee. Am 12. September 1922 brach im Armenier-Viertel der Stadt ein Feuer aus. Die Ursachen sind strittig und ungeklärt. Der Historiker Heinz A. Richter zitiert Berichte, wonach Benzinfässer und andere Brandmittel in das armenische Stadtviertel gebracht wurden. Zu diesem Zeitpunkt waren schätzungsweise 700.000 Menschen in der Stadt, viele davon Flüchtlinge aus dem Landesinneren, die den griechischen Truppen bei ihrem Rückzug gefolgt waren. Sie hatten sich, nicht zuletzt auch vor dem Feuer flüchtend, an den Uferkais und in die Nähe der dortigen konsularischen Vertretungen geflüchtet und begehrten Aufnahme auf die vor dem Hafen liegenden alliierten Kriegsschiffe, die aber in den ersten Tagen bis zum 24. September keine Flüchtlinge an Bord ließen. Die Hitze war so groß, dass sie noch auf den ca. 200 Meter vor der Küste liegenden Schiffen der alliierten Flotte spürbar war und der auf dem Uferkai gelagerte brennbare Hausrat der Flüchtlinge sich entzündete. Erst ab dem 15. September begann das Feuer sich zu legen.
Der in den ersten Tagen der türkischen Rückeroberung der Stadt in den Vierteln der Christen ausgebrochene Brand beendete zusammen mit dem im Vertrag von Lausanne vereinbarten Bevölkerungstausch die Existenz christlicher Bevölkerungsgruppen im Westen Kleinasiens. Der ausgelöste Großbrand vernichtete die griechischen und armenischen Viertel. Die muslimischen wie die jüdischen Viertel blieben verschont.
Mit der Zerstörung der christlichen Quartiere wurden zudem zwischen 50.000 und 400.000 weitere kleinasiatische Christen vertrieben, die zur Küste flüchteten und dort dann unter sehr harten Bedingungen ausharren mussten, bis ab dem 24. September Schiffe der hellenischen Flotte die Überlebenden abholten und sie ins sichere Griechenland brachten. Bei der Evakuierung kam es zu grässlichen Szenen. Menschen wurden zu Tode getrampelt und ertranken beim Versuch, schwimmend die Schiffe zu erreichen.
Dem Großen Brand fielen zahlreiche öffentliche Bauten zum Opfer, darunter die 1733 gegründete Evangelische Schule von Smyrna und die historische armenische St.-Stepanos-Kirche. Auch fast ein Jahrhundert nach dem Großbrand bleibt die Verantwortung dafür unter Historikern umstritten.